# Pamilo vattenkraftverk
Pamilo är ett vattenkraftverk i älven Koitajoki i Eno, numera ingående i Joensuu stad. 
Forsen, vars fallhöjd är 11,5 meter, var tidigare berömd för sin naturskönhet men torrlades nästan helt genom Pamilo Oy:s kraftverksbygge 1952–1955. Vattnet leds från älven till kraftverket, som ligger 14 km söder om Pamilo. Härigenom har vattendragets alla forsar förenats i ett enda fall (49 meter). Kraftverket utvidgades 1997 och är idag Finlands tionde största med en effekt på 84 MW. Den svenska statliga Vattenfallkoncernen äger kraftverksbolaget sedan 2000.